# Балич, Саша
Са́ша Ба́лич (черног. Саша Балић; 29 января 1990, Котор, СФРЮ) — черногорский футболист, защитник клуба «Динамо» (Батуми) и сборной Черногории.

## Биография
Балич начал свою карьеру в клубе «Бокель». После перешёл в сербский ОФК, где провёл сезон 2007/08. В июле 2008 года перешёл в «Грбаль, за который он выступал до июня 2009 года. Затем присоединился к хорватскому «Интеру» из Запрешича в ноябре 2009 года. В конце февраля 2012 года Балич подписал четырехлетний контракт с «Кривбассом» из Кривого Рога. После исчезновения «Кривбасса» перешёл в запорожский «Металлург» на правах свободного агента. В июне 2015 года покинул «Металлург».
В июле 2015 году перешёл в румынский клуб «Тыргу-Муреш».

## Достижения
«Тыргу-Муреш»
- Обладатель Суперкубка Румынии: 2015